# Universidad de Falcón
La Universidad de Falcón (UDEFA)  es una universidad privada, con sede en la ciudad de Punto Fijo, península de Paraguaná, Estado Falcón, Venezuela, la cual ofrece carreras de Ingeniería, Administración, Ciencias, entre otros.

## Historia
Inició sus actividades en 2004 a partir de la aprobación por parte del Consejo Nacional de Universidades (CNU), como Institución de Educación Superior de carácter privado, según Resolución N.º 283 publicada en Gaceta Oficial de la República Bolivariana de Venezuela N.º 37.852 del 7 de enero de 2004.
Las actividades académicas se iniciaron en junio de 2004 correspondiente al lapso 2004-I, comprendido entre junio y octubre. Para ese momento la UDEFA se estrena con una matrícula de 170 alumnos.

## Organización
La organización de UDEFA comprende el Rectorado, el Vicerrectorado Académico, la Secretaría General y la Coordinación de Administración. Le corresponde al Vicerrectorado Académico administrar las facultades y las carreras que se imparten en la institución. 

En la actualidad existen cuatro facultades: 
- Ingeniería Electrónica mención Automatización Industrial de la Facultad de Ingeniería (UDEFA)
- Ingeniería Electrónica mención Telecomunicaciones
- Ingeniería Ambiental de la Facultad de Ciencias del Agro y del Mar
- Licenciatura en Turismo, de la Facultad de Ciencias Sociales
- Licenciatura en Procesos Gerenciales, mención Calidad y Productividad de la Facultad de Ciencias Sociales
- Licenciatura en Procesos Gerenciales mención Políticas Públicas
- Derecho de la Facultad de Ciencias Jurídicas y Políticas

## Campus Universitario
La institución cuenta con instalaciones que facilitan el desarrollo de las actividades académicas:
- Entorno de aprendizaje
- Biblioteca CID
- Canchas de Fútbol
- Cafetín
- Cyber
- Centro de idiomas: Inglés, Alemán Italiano, Francés y Portugués

## Laboratorios

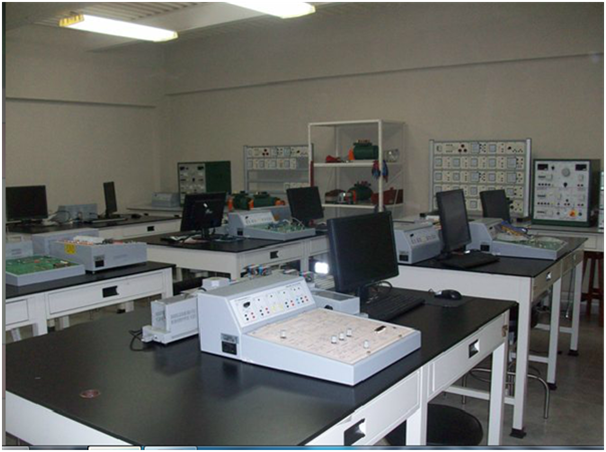
Laboratorio de Electrónica II

Además de servicios para atención pedagógica y orientación, la universidad cuenta con varios laboratorios de Ingeniería, Ciencias, y Computación:
- Laboratorio de Física I y II
- Laboratorio de Electrónica I
- Laboratorio de Electrónica II (Máquinas Eléctricas)
- Laboratorio de Química y Biología
- Laboratorio de Computación y diseño
- Laboratorio de Sistemas y Comunicaciones

## Convenios
- Universidad Rafael Belloso Chacín
- Universidad Metropolitana
- Universidad del Zulia
- Instituto de Estudios Superiores de Investigación y Postgrado (IESIP)
- Universidad Pedagógica Experimental Libertador
- Universidad internacional del Caribe
- Universidad Simón Bolívar
- Universidad Autónoma de Madrid